# Matías Rodríguez
Matías Nicolás Rodríguez, mais conhecido como Matías Rodríguez, (San Luis, 14 de Abril de 1986) é um futebolista argentino que joga como lateral-direito. Atualmente, joga pelo Defensa y Justicia.

## Carreira
Categorias de base
Rodríguez vem das divisões de bases do Boca Juniors, foi a prova ao Aucas do Equador no ano de 2006. Voltou para o Boca Juniors, mas não teve oportunidade de atuar no elenco principal. Após desvencilhar da equipe argentina, teve uma breve passagem no LASK Linz, na Áustria, em onde recentemente foi ao prova. Depois assinou com o Nacional do Uruguai, onde ele finalmente conseguiu se consolidar e ser titular.
Nacional
Joga tanto de lateral-direito como de volante, geralmente pelo lado direito, embora tenha atuado pelo lado esquerdo. A partir de meados de 2009, atuando Nacional, também começou a jogar na posição de zagueiro. Com o Nacional, foi campeão do Primera División Profesional de Uruguay de 2008-2009 e chegou a uma semifinal da Copa Libertadores de 2009.
Universidad de Chile
Em 2010, foi contratado pelo Universidad de Chile. Foi apresentado oficialmente numa sexta-feira, 15 de janeiro, vestindo a camisa de número 5, mas depois passou a utilizar o número 6.Com a Universidad de Chile, Matías foi três vezes campeão do Campeonato Chileno de Futebol  (Apertura 2011, Clausura 2011, Apertura 2012), e chegou às semifinais da Copa Libertadores de 2010 e 2012. Também, com este clube, Rodríguez ganhou a Copa Sul-Americana de 2011.
Sampdoria
No dia 29 de Janeiro de 2013 foi contratado pela Sampdoria por US$4.2 milhões(€3.28 milhões).
Grêmio
No dia 29 de Maio de 2014, foi anunciado como o novo reforço do Grêmio, sendo contratado por empréstimo até meados de 2015, com valor de passe fixado para compra. Foi dispensado pela diretoria gremista em 19 de Maio de 2015.
Universidad de Chile
Foi contratado pela La U em junho 2015.
Seleção Argentina
Foi convocado pela Seleção Argentina pela primeira vez em 2012.

## Estatísticas
Até 26 de fevereiro de 2012.

### Clubes
| Clube                | Temporada         | Campeonato nacional | Campeonato nacional | Copa nacional[a] | Copa nacional[a] | Competições continentais[b] | Competições continentais[b] | Outros torneios[c] | Outros torneios[c] | Total | Total |
| Clube                | Temporada         | Jogos               | Gols                | Jogos            | Gols             | Jogos                       | Gols                        | Jogos              | Gols               | Jogos | Gols  |
| -------------------- | ----------------- | ------------------- | ------------------- | ---------------- | ---------------- | --------------------------- | --------------------------- | ------------------ | ------------------ | ----- | ----- |
| Boca Juniors         | 2005-06           | 0                   | 0                   | 0                | 0                | 0                           | 0                           | —                  | —                  | 0     | 0     |
| Boca Juniors         | Total             | 0                   | 0                   | 0                | 0                | 0                           | 0                           | —                  | —                  | 0     | 0     |
| Aucas                | 2006              | 0                   | 0                   | 0                | 0                | —                           | —                           | —                  | —                  | 0     | 0     |
| Aucas                | Total             | 0                   | 0                   | 0                | 0                | —                           | —                           | —                  | —                  | 0     | 0     |
| Boca Juniors         | 2006-07           | 0                   | 0                   | 0                | 0                | 0                           | 0                           | —                  | —                  | 0     | 0     |
| Boca Juniors         | 2007-08           | 0                   | 0                   | 0                | 0                | 0                           | 0                           | —                  | —                  | 0     | 0     |
| Boca Juniors         | Total             | 0                   | 0                   | 0                | 0                | 0                           | 0                           | —                  | —                  | 0     | 0     |
| LASK Linz            | 2007-08           | 0                   | 0                   | 0                | 0                | —                           | —                           | —                  | —                  | 0     | 0     |
| LASK Linz            | Total             | 0                   | 0                   | 0                | 0                | —                           | —                           | —                  | —                  | 0     | 0     |
| Nacional             | 2008-09           | 0                   | 0                   | 0                | 0                | 0                           | 0                           | —                  | —                  | 0     | 0     |
| Nacional             | 2009-10           | 0                   | 0                   | 0                | 0                | 0                           | 0                           | —                  | —                  | 0     | 0     |
| Nacional             | Total             | 0                   | 0                   | 0                | 0                | 0                           | 0                           | —                  | —                  | 0     | 0     |
| Universidad de Chile | 2010              | 0                   | 0                   | 0                | 0                | 0                           | 0                           | —                  | —                  | 0     | 0     |
| Universidad de Chile | 2011              | 0                   | 0                   | 0                | 0                | 0                           | 0                           | 1                  | 0                  | 1     | 0     |
| Universidad de Chile | 2012              | 5                   | 0                   | 0                | 0                | 1                           | 0                           | —                  | —                  | 6     | 0     |
| Universidad de Chile | Total             | 5                   | 0                   | 0                | 0                | 1                           | 0                           | 1                  | 0                  | 7     | 0     |
| Total na carreira    | Total na carreira | 5                   | 0                   | 0                | 0                | 1                           | 0                           | 1                  | 0                  | 7     | 0     |

- a. ^ Jogos da Copa Chile
- b. ^ Jogos da Copa Libertadores e Copa Sul-Americana
- c. ^ Jogos do Jogo amistoso

## Títulos
Universidad de Chile
- Copa Gato (Torneo Amistoso): 2010, 2011
- Campeonato Chileno (Torneo Apertura): 2011, 2012
- Campeonato Chileno (Torneo Clausura): 2011
- Copa Sul-Americana: 2011

### Títulos Individuais
- Melhor Lateral-direito do ano no Chile: 2011
- Seleção da Copa Libertadores da América: 2012
- Melhor Lateral-direito da América: 2012 [2]